# Siham Bolakhrif
Siham Bolakhrif (Amsterdam, 27 januari 1992) is een Nederlands-Marokkaanse influencer die zich vooral bezighoudt met video's over reizen, mode en lifestyle via haar YouTube- en Instagramkanaal Sisi Bolatini. In 2021 maakte Siham haar acteerdebuut in de Nederlandse romantische komediefilm Meskina.

## Biografie
Siham Bolakhrif groeide op in Amsterdam en is in 2016 afgestudeerd als diëtist aan de Hogeschool van Amsterdam. Ze werkte toen bij een callcenter en deelde via haar Snapchat haar zoektocht naar een nieuwe baan. Eerst solliciteerde Siham op een vacature voor stewardess bij KLM. Vervolgens probeerde ze het bij luchtvaartmaatschappij Emirates, die toevallig net een recruitment-evenement hielden in Amsterdam. De presentatie over wat het betekent om stewardess te zijn in het Midden-Oosten sprak haar aan. Uit 200 kandidaten werd ze uiteindelijk gekozen door Etihad Airways uit de Verenigde Arabische Emiraten. Twee jaar lang was Abu Dhabi haar thuisbasis.

## Carrière
Siham, beter bekend als Sisi Bolatini, is in een aantal jaren tijd hard gegroeid op verschillende online-platformen, zoals Instagram, YouTube, Snapchat en TikTok. Met een passie voor mode en reizen besloot ze haar outfits in elke stad die ze bezocht, te delen op social media onder de naam The Traveling Turbanista. Ook haar leven als stewardess in Abu Dhabi legde ze vast. Na twee jaar vliegen was het tijd om terug naar Nederland te gaan. Op dat moment besloot Siham om zich volledig te focussen op het creëren van content op sociale media. In een aflevering van Mimoun's Gevecht, een NTR-programma, gaat Mimoun in gesprek met de influencer over hoe zij haar carrière combineert met haar geloof. Siham verteld dat ze haarzelf neerzet als iemand die zichzelf respecteert en bewust te zijn van de keuzes die ze maakt en deelt op social media.  Ook de Amsterdamse televisiezender AT5 liep een dag met Siham mee om een kijkje te nemen in het leven van de vlogger.
In 2021 maakte Siham haar acteerdebuut in de komedie Meskina. Hierin speelde ze de rol van Yasmina.

## Privéleven
In 2021 verhuisde Siham naar New York om bij haar partner te wonen. De twee leerden elkaar kennen in Abu Dhabi en besloten toen met elkaar te trouwen.